# اچ‌ام‌اس ویزارد (۱۸۹۵)
اچ‌ام‌اس ویزارد (۱۸۹۵) (به انگلیسی: HMS Wizard (1895)) یک کشتی بود که طول آن ۲۰۰ فوت (۶۱ متر) بود. این کشتی در سال ۱۸۹۵ ساخته شد.